# Tapuiasaurus

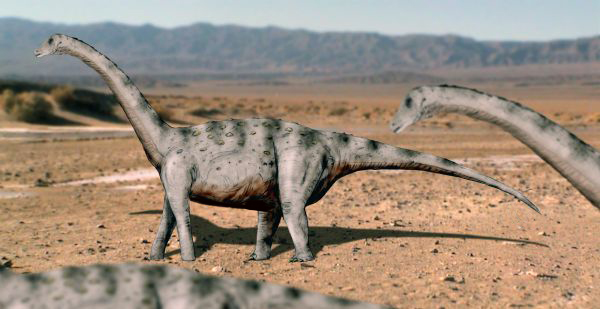
Künstlerische Lebendrekonstruktion

Tapuiasaurus ist eine Gattung sauropoder Dinosaurier aus der Gruppe der Titanosauria, die in der Unterkreide Brasiliens lebte. Bisher ist ein einziges fragmentarisches Skelett bekannt, das aus einem fast vollständigen Schädel, einigen Wirbeln sowie aus Knochen der Gliedmaßen besteht und auf das Aptium (vor 126,3 bis 112,9 Millionen Jahre) datiert wird. Tapuiasaurus wurde 2011 mit der einzigen Art Tapuiasaurus macedoi wissenschaftlich beschrieben.

## Merkmale und Bedeutung
Bisher sind nur wenige Schädelfunde von Titanosauriern gefunden worden – nahezu vollständige Schädel sind lediglich von den spätkreidezeitlichen, sehr abgeleiteten (fortgeschrittenen) Gattungen Nemegtosaurus und Rapetosaurus bekannt. Der recht vollständige Schädel von Tapuiasaurus füllt eine wichtige Lücke im Fossilbericht und zeigt, dass die für spätkreidezeitliche Titanosauria typische Schädelform bereits in der frühen Kreide verbreitet war. Es ist der bisher einzige bekannte Titanosauria-Schädel aus Südamerika.
Wie bei anderen abgeleiteten Titanosauria wie Nemegtosaurus und Rapetosaurus zeichnet sich der Schädel durch eine verlängerte Schnauze sowie durch Nasenöffnungen aus, die sich auf Höhe der Augenhöhlen befanden. Die Zähne waren dünn und zylindrisch – die Zahnreihe reichte nach hinten bis zum Vorderrand des Antorbitalfensters. Eine ähnliche Schädelmorphologie findet sich bei den Diplodocoideen – diese Ähnlichkeiten beruhen wahrscheinlich auf konvergenter Evolution.
Von anderen Titanosauria lässt sich die Gattung durch einzigartige Merkmale (Autapomorphien) an den Schädelknochen abgrenzen: So war der posteroventrale (bauchseitig nach hinten gerichtete) Fortsatz des Quadratojugale hakenförmig. Der anteriore (vordere) Fortsatz des Jochbeins (Jugale) war zugespitzt und bildet einen Großteil des unteren Rands des Antorbitalfensters. Die anterolaterale (vordere seitliche) Spitze des Flügelbeins (Pterygoid) steht im Kontakt mit dem medialen (mittleren) Bereich des Flügelbeinfortsatzes, dem Ectopterygoid.

## Systematik

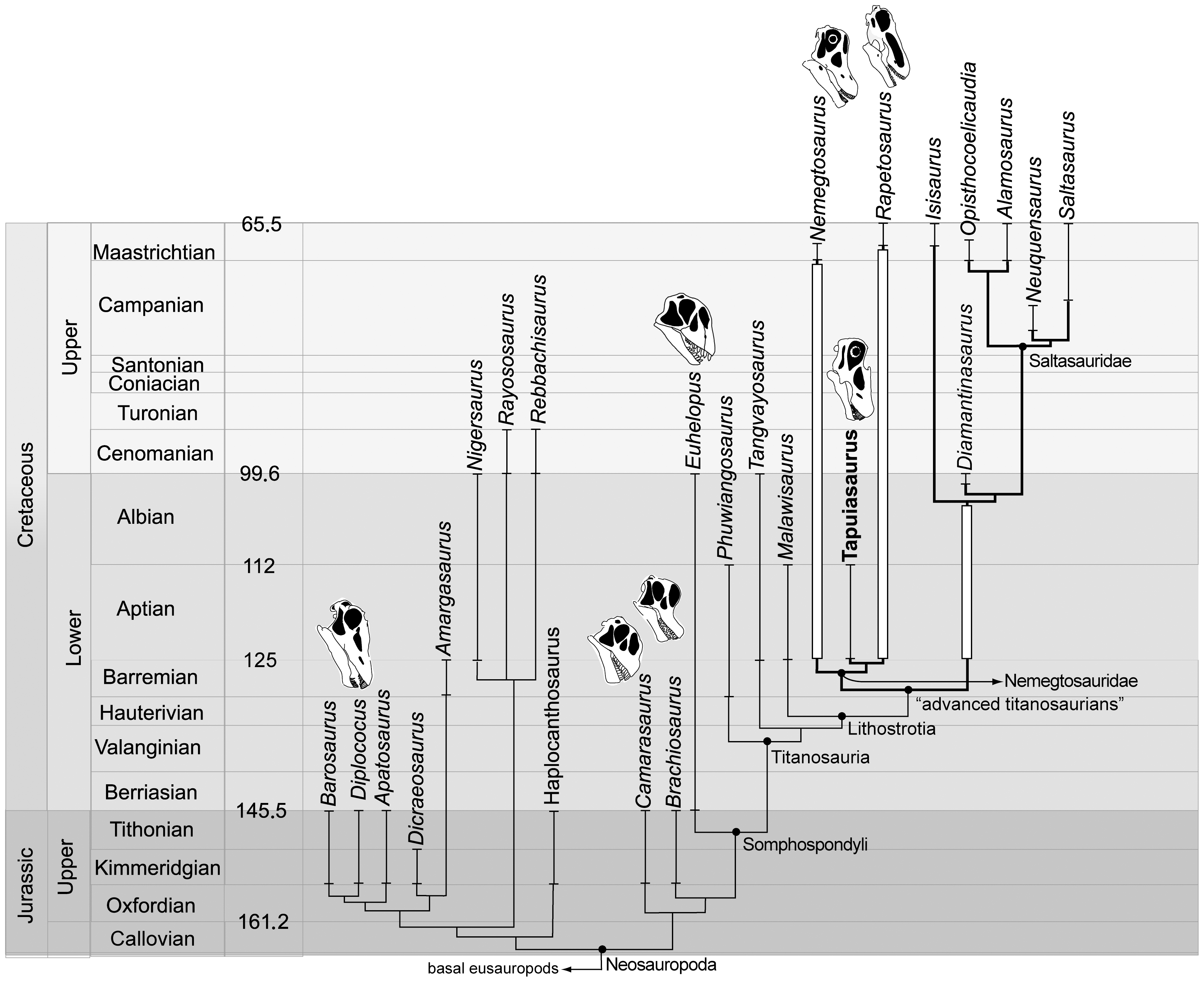
Systematische Position von Tapuiasaurus innerhalb der Sauropoden. Aus Zaher et al., 2011.

Tapuiasaurus gehört zu den abgeleiteten (fortgeschrittenen) Titanosauria, wie sich beispielsweise an den procoelen (auf der Vorderseite konkaven) vorderen und mittleren Schwanzwirbeln zeigt. Dabei ist Tapuiasaurus wahrscheinlich am nächsten mit Rapetosaurus verwandt und bildet das Schwestertaxon dieser Gattung, wie eine phylogenetische Analyse zeigt. Rapetosaurus und Tapuiasaurus zeigen verschiedene anatomische Gemeinsamkeiten, die sich bei dem ebenfalls nahe verwandten Nemegtosaurus nicht finden – so war beispielsweise bei beiden Gattungen das Antorbitalfenster gleich groß oder größer als die Augenhöhlen. Die Gruppierung Tapuiasaurus, Rapetosaurus und Nemegtosaurus wird auch unter dem Namen Nemegtosauridae zusammengefasst.
Obwohl Tapuiasaurus ein relativ abgeleiteter Titanosauria war, sind seine Fossilien etwa 30 Millionen Jahre älter als die anderer abgeleiteter Titanosauria. Diese Entdeckung zeigt, dass es diverse "Geister-Abstammungslinien" in der Entwicklung abgeleiteter Titanosauria geben muss, die nicht fossil überliefert sind.

## Fund und Namensgebung

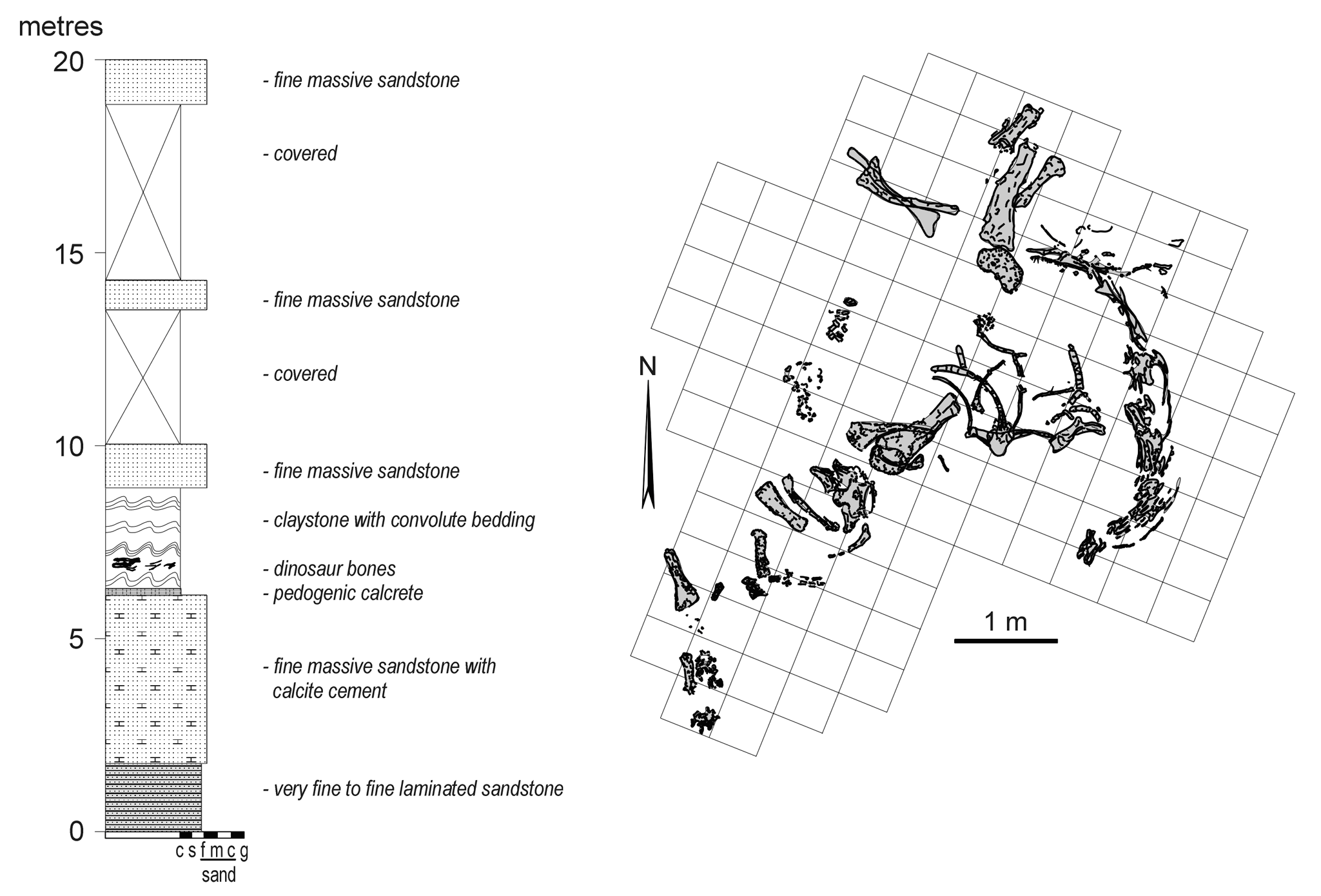
Skizze des Skeletts in Fundlage und lithostratigraphisches Profil. Aus Zaher et al., 2011.

Das einzige Skelett stammt aus dem nördlichen Minas Gerais im Umkreis der Stadt Coração de Jesus. Dieses Skelett wurde zusammen mit dem Skelett eines abelisauroiden Theropoden entdeckt und ausgegraben. Die Gesteine des Fundorts gehören zur Quiricó-Formation, einer Formation, innerhalb des Sanfranciscan-Beckens. Dieses etwa 1100 Kilometer lange Becken wird als Grabenbruch interpretiert und ist durch die gleichen Zugkräfte entstanden, die zur Öffnung des Atlantischen Ozeans führten.
Das Skelett (Exemplarnummer MZSP-PV 807) besteht aus einem fast vollständigen Schädel mit Kieferknochen und Zungenbein (Hyoid), verschiedenen Wirbeln (Atlas, Axis, fünf weitere Halswirbel sowie fünf Rückenwirbel mit Rippen), Brustbein (Sternum), Coracoid (Rabenbein), Teilen der Vorderbeine (Oberschenkelknochen (Humerus), Speiche (Radius), Elle (Ulna), Mittelhandknochen (Metacarpalia)), sowie Teilen der Hinterbeine (Oberschenkelknochen (Femur), Wadenbein (Fibula) und ein fast vollständiges Fußskelett). Die Knochen wurden größtenteils in ihrer ursprünglichen anatomischen Position gefunden.
Diese Gattung wurde im Februar 2011 von Forschern um Hussam Zaher erstmals wissenschaftlich beschrieben. Der Name Tapuiasaurus leitet sich von Tapuia her, einem Wort aus den Ge-Sprachen, das für Indianerstämme verwendet wird, die im Inland von Brasilien beheimatet sind. Der zweite Teil des Artnamens, macedoi, ehrt Ubirajara Alves Macedo, welcher die fossilhaltigen Schichten nahe Coração de Jesus entdeckte.